# 吳成
吳成（？—1434年），初名買驢，遼東都指揮使司（今名遼寧省遼陽市）人，明朝軍事將領、清平侯。
吳成父通伯時任元朝遼陽行省右丞，洪武二十年一（1388年），父子随北元全国公观童最歸降明朝。買驢改名為吳成，充任總旗，屢次跟從大軍出塞。建文元年（1399年），授永平衛百戶。靖難之役時，投降燕王朱棣，后征戰屢次有功，升都指揮僉事，參加淝河之戰、小河之戰、合戰齊眉山，攻敗靈璧軍，均為殊死搏鬥之戰。明成祖即位后，授都指揮使。永乐八年（1410年），跟随成祖大戰阿鲁台、本雅失里，隨後與朱榮同當前鋒，追阿魯臺與闊灣海，班師后晋升都督僉事，充前锋。永乐末年，又三次跟随明成祖攻打阿鲁台。洪熙元年（1425年），升左都督。與陽武侯薛祿征大松嶺有功。宣宗初，因舊功而封清平伯，祿千一百石，予世券。并跟從征討樂安朱高煦叛亂，與薛祿為前鋒。汉王封地乐安（今山东惠民县）平定后，出任興和（今河北张北县）守備，备御开平（今内蒙古正蓝旗闪电河北岸）。因為其愛好狩獵而不顧防備，致使蒙古軍偷襲入城，并掠奪其妻子。明宣宗得知后，不予追問。當時阿魯臺入貢，於是還其家口。宣德三年（1428年），跟從宣宗北征獲勝，進封清平侯。宣德八年底（1434年初）去世，贈渠國公，謚壯勇。